# Гребенчатые тиранчики
Гребенчатые тиранчики (лат. Myiopagis) — род воробьиных птиц из семейства Тиранновые.

## Список видов
Международный союз орнитологов относит к роду 9 видов:
- Лесной гребенчатый тиранчик Myiopagis gaimardii (d'Orbigny, 1840)
- Myiopagis parambae (Hellmayr, 1904)
- Myiopagis cinerea (Pelzeln, 1868)
- Сероголовый гребенчатый тиранчик Myiopagis caniceps (Swainson, 1835)
- Myiopagis olallai Coopmans et Krabbe, 2000
- Пестрогрудый гребенчатый тиранчик Myiopagis subplacens (P.L.Sclater, 1862)
- Золотоволосый гребенчатый тиранчик Myiopagis flavivertex (P.L.Sclater, 1887)
- Зеленый гребенчатый тиранчик Myiopagis viridicata (Vieillot, 1817)
- Ямайский гребенчатый тиранчик Myiopagis cotta (Gosse, 1849)